# Zénith 93
Pour les articles homonymes, voir Zénith.
Albums de Véronique Sanson
Sans regrets Comme ils l'imaginent
Zénith 93 est le sixième album live de la chanteuse Véronique Sanson. Cet album a été certifié disque de platine en 1995 pour plus de 300 000 exemplaires vendus en France. La reprise de Michel Berger, « Seras-tu là » a connu un succès notable contribuant à celui de l’album.

## Titres
Toutes les chansons sont écrites et composées par Véronique Sanson sauf * Michel Berger et ** V. Sanson - B. Swell / B. Swell.
| No  | Titre                                   | Durée |
| --- | --------------------------------------- | ----- |
| 1.  | Y'a pas de doute                        | 3:40  |
| 2.  | L'irréparable                           | 2:24  |
| 3.  | Toi et moi (titre inédit)               | 4:04  |
| 4.  | Toute seule                             | 3:45  |
| 5.  | Le temps est assassin                   | 4:58  |
| 6.  | Seras-tu là ?*                          | 3:34  |
| 7.  | Mariavah                                | 5:13  |
| 8.  | Tout est cassé, tout est mort           | 3:19  |
| 9.  | Bahia                                   | 3:00  |
| 10. | Les délices d'Hollywood                 | 5:43  |
| 11. | Panne de cœur                           | 3:10  |
| 12. | Bernard's song (Il n'est de nulle part) | 4:50  |
| 13. | Rien que de l'eau**                     | 5:50  |
| 14. | On m'attend la bas                      | 5:02  |
| 15. | Vancouver                               | 5:05  |

## Singles
- Bernard's song/Les Délices d'Hollywood - 1993
- Seras-tu là ?/Toute seule - 1994 (n°10 France)
- Bahia/Toute seule - 1994
- Bahia remix club 1/Bahia/Toute seule/Bahia remix club 2 -  1994
- Toi et moi/Les Délices d'Hollywood - (single promo) 1994

## Musiciens
- Arrangements & Direction musicale : Hervé Le Duc
- Basse : Leland Sklar
- Batterie : Neil Wilkinson
- Chœurs : Helen Jannaway, Mark Williamson
- Claviers & Programmations : Hervé Le Duc
- Cuivres : Lee R. Thornburg (Trompette), Lon Price (Saxophone) & Nick Lane (Trombone)
- Guitares : Keith Airey, Michael Thompson
- Percussions : Richie Gajate Garcia
- Piano : Véronique Sanson
- Synthétiseurs : Georges Rodi